# DXVK
DXVK est une couche de traduction open source qui convertit les appels Direct3D 8/9/10/11 en Vulkan,,,. Elle est utilisée par Proton / Steam pour Linux par les pilotes Intel Windows,, et VirtualBox 7.0. Elle peut être utilisée pour exécuter des jeux basés sur Direct3D sous Windows en utilisant Vulkan. DXVK prendrait en charge au moins 80 % des jeux Direct3D Windows « presque parfaitement »,,.

## Histoire
DXVK est développé au départ par Philip Rebohle pour prendre en charge uniquement les jeux Direct3D 11 en raison d'une faible compatibilité et des faibles performances de la couche de traduction Direct3D 11 vers OpenGL de Wine.
En 2018, le développeur est subventionné par Valve pour travailler à plein temps sur le projet afin de faire progresser la compatibilité de la version Linux de Steam avec les jeux Windows,.
En 2019, DXVK  supporte Direct3D 9 en fusionnant avec d9vk,.
En novembre 2022, la version 2.0 est lancée, introduisant des améliorations dans la gestion de la mémoire de Direct3D 9, la compilation des shaders, le cache d'état, ainsi que la prise en charge du niveau de fonctionnalité 12_1 de Direct3D 11 (en),. La prise en charge de Vulkan 1.3 est désormais requise.
La version 2.1 est lancée le 24 janvier 2023. Elle implémente la prise en charge HDR et une qualité améliorée pour certains anciens jeux,.
La version 2.2 est lancée le 12 mai 2023. Elle prend en charge D3D11On12 ,,,,.
La version 2.4 est lancée le 10 juillet 2024. Elle prend en charge Direct3D 8,.
La version 2.5 sort le 11 novembre 2024. Elle propose une gestion de la mémoire et des ressources révisées qui permettent d'économiser jusqu'à 1 Go de VRAM dans certains jeux. Direct3D 8 et 9 soutiennent la prise en charge du curseur logiciel[Quoi ?].

## Controverses
Des utilisateurs de Wine/DXVK ont été bloqués (en) de certaines plateformes de jeux en ligne (d) car le système de détection anti-tricherie (en) de ces dernières classe ces couches de traduction comme étant une modification illégitime,,,.